# Colmena lusitana
La colmena lusitana es un tipo vivienda de una colonia de abejas muy utilizada en el norte de Portugal, se caracteriza principalmente por el pequeño tamaño de sus alzas, lo que permite un crecimiento muy modulado de su volumen, llegando en algunos casos a ser necesario la instalación de cinco o seis alzas.
Las medidas de la cámara de cría es de 37 x 38 x 31 cm, mientras que el alza melaria tiene 37x38x16 cm, podemos observar que tiene la mitad de profundidad. El alza repleta de miel contiene un peso aproximado a la media alza de una colmena estándar 13 kg.

## Medidas internas de diferentes tipos de colmenas verticales
Las tablas que forman las paredes de las colmenas son, generalmente, de 25 mm. Las medidas de la tabla están en centímetros.
| Tipo                   | Langstroth     | Dadant           | Lusitana      | Warré                | Layens                                                                                  |
| ---------------------- | -------------- | ---------------- | ------------- | -------------------- | --------------------------------------------------------------------------------------- |
| Medidas cámara cría    | 51 x 42,5 x 24 | 51 x 42,5 x 31   | 37 x 38 x 31  | 30 x 30 x 21         | según Nº cuadros (con 12 cuadros 49 x 34,5 x 41)                                        |
| Medidas alzas          | 51 x 42,5 x 24 | 51 x 42,5 x 17   | 37 x 38 x 16  | 30 x 30 x 21         | (En colmenas mixtas, pueden adaptarse cuadros de media alza langstroth perpendiculares) |
| Med. cuadro cámara     | 42 x 20        | 42 x 27          | 33 x 27       | 30 x 20 (sin marcos) | 35 x 30                                                                                 |
| Med cuadro alza miel   | 42 x 20        | 42 x 13          | 33 x 12       | 30 x 20 (sin marcos) | 35 x 30                                                                                 |
| Superficie cuadro      | 160 dm²        | 220 dm²          | 180 dm²       | 120 dm² (sin marcos) | 240 dm²                                                                                 |
| Cría teórica           | 45.000 abejas  | 60-62.000 abejas | 50.000 abejas | 22.500 abejas        | 67.200 abejas                                                                           |
| kg de abeja x cría     | 4,5 kg         | 6 kg             | 5 kg          | 2,25 kg              | 6,7 kg                                                                                  |
| Capacidad en litros    | 42,4 L         | 54 L             | 43,5 L        | 18,9 L               | 68,1 L (12 cuadros estándar)                                                            |
| Capacidad total        | 84,8 L         | 84 L             | 65,9 L        | 56,7 L (3 cuerpos)   |                                                                                         |
| Capacidad en alza mel. | 25 kg          | 16 kg            | 13 kg         | 12 kg                |                                                                                         |